# Lista de desenhos transmitidos por Gloobinho
Esta é uma lista de desenhos transmitidos pelo canal brasileiro Gloobinho.

## Desenhos Atuais Do Gloobinho
Na sua programação, a maioria das produções são estrangeiras. As produções iriam ao ar até Novembro de 2018, de segunda a domingo, pelo menos 2 a 5 vezes ao dia
| Título                              | Datas de Exibição |
| ----------------------------------- | --- |
| Alice e Lewis                       | 10 de Janeiro de 2022 |
| As Aventuras de Sunny Bunnies       | 2018 a 2024 (Retorno: 28 de Julho de 2025).                                                                                       |
| Baby Riki                           | 15 de Outubro de 2018 a 2024 (Retorno: 25 de Agosto de 2025).                                                                     |
| Bookaboo                            | 7 de Maio de 2024 |
| Clube da Anittinha                  | 3 de Outubro de 2018 |
| Cocomelon                           | 25 de Agosto de 2025 |
| Clubinho Pikwik                     | 16 de Novembro de 2021 |
| D.P.A. Mini                         | 4 de Dezembro de 2023 |
| Ella, Oscar e Hoo                   | 10 de Outubro de 2022 |
| Kiri e Lou                          | 1 de Janeiro de 2023 |
| Little Angel                        | 28 de Julho de 2025 |
| Mya Go                              | 6 de Abril de 2020 |
| Oi Duggee                           | 14 de maio de 2018 a 2020. Primeiro retorno: 20 de novembro de 2022 a 30 de setembro de 2024. Segundo retorno: 1 de Maio de 2025. |
| Paramigos Imparáveis                | 2 de Setembro de 2024 |
| Pequeno Príncipe e Seus Amigos      | 2024 |
| Petit                               | 14 de Novembro de 2022 |
| Pipas                               | 27 de Agosto de 2024 |
| Pocoyo                              | 28 de Julho De 2025 |
| Senninha na Pista Maluca            | 27 de Agosto de 2018 |
| SOS Fada Manu                       | 17 de outubro de 2017 a 2022 (Retorno: 3 de Março de 2025).                                                                       |
| Trulli Tales                        | 17 de Outubro de 2017 |
| Ursinhos Carinhosos: Libere a Magia | 2021 a 2024 (Retorno: 1 de Maio de 2025).                                                                                         |
| Vamos Brincar com a Turma da Mônica | 12 de outubro de 2023 |
| Vovó Tatá                           | 20 de Novembro de 2024 |

## Desenhos Antigos Do Gloobinho
| Título                        | Exibição Original                                     |
| ----------------------------- | ----------------------------------------------------- |
| Ana Pompom                    | 19 de Setembro de 2022 a 30 de Abril de 2025          |
| As Aventuras de Miffy         | 17 de Outubro de 2017 a 30 de Dezembro de 2024        |
| As Aventuras do Bob Zoom      | 18 de Fevereiro de 2019 a 1 de Janeiro de 2025        |
| A Ratinha e o Urso (fr)       | 17 de Outubro de 2017 a 2019                          |
| Barbearia do Pão              | 28 de Fevereiro de 2022 a 31 de Março de 2025         |
| Bom Dia, Martin!              | 5 de Abril de 2021 a Fevereiro de 2022                |
| Casa da Árvore                | 20 de Novembro de 2017 a 31 de Dezembro de 2024       |
| Castelpadels                  | 9 de Dezembro de 2017 a 2018                          |
| Dusty & Mop                   | 28 de Maio de 2018 a 2022                             |
| Elias, Aventuras a Bordo      | 18 de Junho de 2018 a 2021                            |
| Escola de Fadas da Abby       | 17 de Outubro de 2017 a 2019                          |
| Furchester Hotel              | 17 de Outubro de 2017 a 2019                          |
| George & Paul                 | 17 de outubro de 2017 a 11 de Outubro de 2020         |
| Go Jetters                    | 22 de Outubro de 2018 a 1 de Março de 2025            |
| Hogie, O Viajante             | 17 de Outubro de 2017 a 2021                          |
| HENRIETTA                     | 5 de Janeiro de 2023 a 2025                           |
| Leo, O Guarda da Floresta     | 17 de Outubro de 2017 a 2020 (Retorno: 2022).         |
| Lily e a Ilha das Descobertas | 13 de Agosto de 2018 a 28 de Fevereiro de 2021        |
| Lucas & Emily                 | 6 de Abril de 2020 a 2022                             |
| Manimo                        | 21 de Maio de 2018 a 2019                             |
| Misho & Robin                 | 17 de Setembro de 2018 a 31 de Dezembro de 2024       |
| Momonstros                    | 2021 a 2023                                           |
| Muelin e Perlita              | 17 de Outubro de 2017 a 2019                          |
| Noddy no País de Brinquedos   | 18 de Dezembro de 2017 a 2020 (Retorno: 2020 a 2022). |
| O Mundo de Nina               | 4 de Maio de 2020 a 2021                              |
| O Pequeno Furry               | 1 de Fevereiro a Setembro de 2021                     |
| Olivia                        | 13 de Julho de 2020 a 2021                            |
| Olobob Top                    | 26 de Outubro de 2020 a 1 de agosto de 2022           |
| Origanimais                   | 17 de Outubro de 2017 a 2020                          |
| Panda e Krash                 | 1 de Agosto de 2021 a 2024                            |
| Partimpim                     | 24 de Dezembro a 27 de Dezembro de 2024               |
| Pequenas Aventueiras          | 17 de Outubro de 2017 a 2020                          |
| Pequeno Malabar               | 1 de Novembro de 2022 a 28 de Julho de 2025           |
| Porto Papel                   | 1 de Abril de 2025 a 1 de Maio de 2025                |
| Pingu na Cidade               | 30 de Abril de 2019 a 2023                            |
| Pikulli                       | 3 de Maio de 2018 a 31 de Dezembro de 2024            |
| Pirata & Capitano             | 9 de Abril de 2018 a 28 de Fevereiro de 2021          |
| Robin Hood                    | 1 de Novembro de 2021 a 1 de Janeiro de 2025          |
| Senhorita Zazie               | 5 de Outubro de 2020 a 31 de Março de 2025            |
| Supercaribu                   | 21 de Dezembro de 2022 a 28 de Julho de 2025          |
| Tina & Tony                   | 12 de Outubro de 2020 a novembro de 2022              |
| Tutu                          | 1 de Junho de 2020 a 28 de Fevereiro de 2021          |
| T'Choupi na Escola            | 16 de Março de 2020 a 2021                            |
| Vera e o Reino do Arco-Íris   | 22 de Junho de 2020 a 28 de Abril de 2025             |
| Woorooroo                     | 17 de Outubro de 2017 a 2020                          |
| Yo Yo (it)                    | 17 de Outubro de 2017 a 4 de Outubro de 2020          |